# 2023년 3월
| 2023년: 1월 · 2월 · 3월 · 4월 · 5월 · 6월 · 7월 · 8월 · 9월 · 10월 · 11월 · 12월 |

| \| 2023년 3월 1일 (수요일) \| \| 편집 \| |  |      |
|                                          |  |      |
| 2023년 3월 1일 (수요일)                  |  | 편집 |

| 2023년 3월 1일 (수요일) |  | 편집 |

| \| 2023년 3월 2일 (목요일) \| \| 편집 \| |  |      |
|                                          |  |      |
| 2023년 3월 2일 (목요일)                  |  | 편집 |

| 2023년 3월 2일 (목요일) |  | 편집 |

| \| 2023년 3월 1일 (수요일) \| \| 편집 \| |  |      |
|                                          |  |      |
| 2023년 3월 1일 (수요일)                  |  | 편집 |

| 2023년 3월 1일 (수요일) |  | 편집 |

| \| 2023년 3월 4일 (토요일) \| \| 편집 \|                                                                   |  |      |
| 보건과 환경 - 유엔 해양생물다양성보전협약 5차 비상회의에서 회원국들이 국제해양조약 체결에 최종 합의하였다. |  |      |
| 2023년 3월 4일 (토요일)                                                                                    |  | 편집 |

| 2023년 3월 4일 (토요일) |  | 편집 |

| \| 2023년 3월 5일 (일요일) \| \| 편집 \|                                                                                     |  |      |
| 정치와 선거 - 에스토니아 의회 선거에서 카야 칼라스가 이끄는 에스토니아 개혁당이 리기코구(입법부)에서 최다 의석을 획득하였다. |  |      |
| 2023년 3월 5일 (일요일) |  | 편집 |

| 2023년 3월 5일 (일요일) |  | 편집 |

| \| 2023년 3월 6일 (월요일) \| \| 편집 \| |  |      |
|                                          |  |      |
| 2023년 3월 6일 (월요일)                  |  | 편집 |

| 2023년 3월 6일 (월요일) |  | 편집 |

| \| 2023년 3월 7일 (화요일) \| \| 편집 \|                                                         |  |      |
| 문화와 예술 - 프리츠커상(프리츠커 건축상) 2023년 수상자로 건축가 데이비드 치퍼필드가 선정되었다. |  |      |
| 2023년 3월 7일 (화요일)                                                                          |  | 편집 |

| 2023년 3월 7일 (화요일) |  | 편집 |

| \| 2023년 3월 8일 (수요일) \| \| 편집 \| |  |      |
| 사고와 재해 - 2023년 합천 산불: 경상남도 합천군 용주면 월평리에 원인을 알 수 없는 산불이 발생했다. 스포츠 - 2023년 월드 베이스볼 클래식이 개막하였다. 대회는 3월 21일까지 진행될 예정이다. 정치와 선거 - 국민의힘 제3차 전당대회: 대한민국의 정당 국민의힘이 제3차 전당대회를 실시하고, 김기현 제2대 당대표 등 신임 지도부를 선출하였다. |  |      |
| 2023년 3월 8일 (수요일) |  | 편집 |

| 2023년 3월 8일 (수요일) |  | 편집 |

| \| 2023년 3월 9일 (목요일) \| \| 편집 \| |  |      |
|                                          |  |      |
| 2023년 3월 9일 (목요일)                  |  | 편집 |

| 2023년 3월 9일 (목요일) |  | 편집 |

| \| 2023년 3월 10일 (금요일) \| \| 편집 \| |  |      |
| 경제와 비즈니스 - 미국의 실리콘 밸리 은행(SVB, Silicon Valley Bank)이 파산하였다. 파산 규모는 2,090억 달러(한화 약 276조 5,000억 원)로, 미국에서 가장 큰 규모로 파산한 워싱턴 뮤추얼(2008년 파산, 3070억 달러)에 이은 역대 두 번째 파산 규모이다. |  |      |
| 2023년 3월 10일 (금요일) |  | 편집 |

| 2023년 3월 10일 (금요일) |  | 편집 |

| \| 2023년 3월 11일 (토요일) \| \| 편집 \| |  |      |
|                                           |  |      |
| 2023년 3월 11일 (토요일)                  |  | 편집 |

| 2023년 3월 11일 (토요일) |  | 편집 |

| \| 2023년 3월 12일 (일요일) \| \| 편집 \| |  |      |
| 경제와 비즈니스 - 미국 뉴욕의 시그니처 은행(Signature Bank)이 파산하였다. 파산 규모는 2,090억달러로 이틀 전(3월 10일) 파산한 실리콘 밸리 은행(SVB, 파산 규모 2,090억 달러)에 이은 역대 세 번째 규모이다. 시그니처 은행의 파산은 SVB의 파산 및 3월 9일 실버게이트 은행(Silvergate Bank)의 청산 여파인 것으로 알려졌다. - 재닛 옐런 미국 재무부 장관은 미국 연방정부가 파산한 실리콘 밸리 은행·시그니처 은행의 예금 지급을 보증하되, 구제 금융은 검토하지 않고 있다고 밝혔다. 문화와 예술 - 제95회 아카데미상 시상식에서 《에브리씽 에브리웨어 올 앳 원스》가 작품상을 포함하여 7개 부문 수상작으로 선정되었다. 해당 작품에 출연한 양자경은 아시아계 최초로 여우주연상을 수상하였다. 남우주연상은 《더 웨일》의 브렌던 프레이저가 수상하였다. 사고와 재해 - 2023년 한국타이어 대전공장 화재: 대전광역시 한국타이어앤테크놀로지 충남지점에서 화재가 발생했다. |  |      |
| 2023년 3월 12일 (일요일) |  | 편집 |

| 2023년 3월 12일 (일요일) |  | 편집 |

| \| 2023년 3월 13일 (월요일) \| \| 편집 \| |  |      |
|                                           |  |      |
| 2023년 3월 13일 (월요일)                  |  | 편집 |

| 2023년 3월 13일 (월요일) |  | 편집 |

| \| 2023년 3월 14일 (화요일) \| \| 편집 \| |  |      |
|                                           |  |      |
| 2023년 3월 14일 (화요일)                  |  | 편집 |

| 2023년 3월 14일 (화요일) |  | 편집 |

| \| 2023년 3월 15일 (수요일) \| \| 편집 \| |  |      |
|                                           |  |      |
| 2023년 3월 15일 (수요일)                  |  | 편집 |

| 2023년 3월 15일 (수요일) |  | 편집 |

| \| 2023년 3월 16일 (목요일) \| \| 편집 \| |  |      |
| 무력 충돌과 공격 - 미국이 러시아 수호이 Su-27 전투기가 자국 무인기 MQ-9 리퍼에 연료를 뿌리고 충돌하는 영상을 공개하였다. 미국은 이틀 전인 3월 14일 이같은 충돌로 흑해 상공에서 미국의 무인기가 추락했다고 밝혔다. |  |      |
| 2023년 3월 16일 (목요일) |  | 편집 |

| 2023년 3월 16일 (목요일) |  | 편집 |

| \| 2023년 3월 17일 (금요일) \| \| 편집 \| |  |      |
| 국제 관계 - 국제형사재판소가 블라디미르 푸틴 러시아 대통령과 마리야 리보바벨로바 러시아 아동 권리 위원에 대해 2022년 러시아의 우크라이나 침공 과정에서 러시아가 우크라이나 어린이들을 납치해 러시아로 불법 추방한 범죄에 관여한 전쟁 범죄 혐의로 체포영장을 발부했다. |  |      |
| 2023년 3월 17일 (금요일) |  | 편집 |

| 2023년 3월 17일 (금요일) |  | 편집 |

| \| 2023년 3월 18일 (토요일) \| \| 편집 \| |  |      |
| 경제와 비즈니스 - 일본에서 소테츠·도큐 직통선(신요코하마선)이 개통되었다. 재해와 사고 - 에콰도르 과야스주 과야킬만에서 모멘트 규모 6.8의 지진이 발생하였다. 이로 인하여 최소 18명이 숨지고, 446명 이상이 부상을 입었다. |  |      |
| 2023년 3월 18일 (토요일) |  | 편집 |

| 2023년 3월 18일 (토요일) |  | 편집 |

| \| 2023년 3월 19일 (일요일) \| \| 편집 \| |  |      |
| 경제와 비즈니스 - UBS 은행이 유동성 위기에 빠진 크레디트 스위스(CS)를 30억 스위스 프랑(한화 약 4조 2,000억원, 미화 약 32억 3,000만달러)에 인수키로 하였다. 당초 UBS는 10억 달러의 인수가를 제시했으나 CS가 이를 거절하였고, 이후 협상을 통해 인수가격이 확정되었다. 스위스 당국은 인수와 관련하여 UBS에 유동성을 공급하고 우발 채무에 대한 일부 손실 보증을 제공할 것으로 알려졌다. |  |      |
| 2023년 3월 19일 (일요일) |  | 편집 |

| 2023년 3월 19일 (일요일) |  | 편집 |

| \| 2023년 3월 20일 (월요일) \| \| 편집 \| |  |      |
|                                           |  |      |
| 2023년 3월 20일 (월요일)                  |  | 편집 |

| 2023년 3월 20일 (월요일) |  | 편집 |

| \| 2023년 3월 21일 (화요일) \| \| 편집 \| |  |      |
|                                           |  |      |
| 2023년 3월 21일 (화요일)                  |  | 편집 |

| 2023년 3월 21일 (화요일) |  | 편집 |

| \| 2023년 3월 22일 (수요일) \| \| 편집 \| |  |      |
|                                           |  |      |
| 2023년 3월 22일 (수요일)                  |  | 편집 |

| 2023년 3월 22일 (수요일) |  | 편집 |

| \| 2023년 3월 23일 (목요일) \| \| 편집 \| |  |      |
|                                           |  |      |
| 2023년 3월 23일 (목요일)                  |  | 편집 |

| 2023년 3월 23일 (목요일) |  | 편집 |

| \| 2023년 3월 24일 (금요일) \| \| 편집 \|                               |  |      |
| 법과 범죄 - 몬테네그로에서 루나 폭락 사태의 피의자 권도형이 체포되었다. |  |      |
| 2023년 3월 24일 (금요일)                                                |  | 편집 |

| 2023년 3월 24일 (금요일) |  | 편집 |

| \| 2023년 3월 25일 (토요일) \| \| 편집 \| |  |      |
|                                           |  |      |
| 2023년 3월 25일 (토요일)                  |  | 편집 |

| 2023년 3월 25일 (토요일) |  | 편집 |

| \| 2023년 3월 26일 (일요일) \| \| 편집 \| |  |      |
|                                           |  |      |
| 2023년 3월 26일 (일요일)                  |  | 편집 |

| 2023년 3월 26일 (일요일) |  | 편집 |

| \| 2023년 3월 27일 (월요일) \| \| 편집 \| |  |      |
| 경제와 비즈니스 - 미국 하원에서 중화인민공화국의 개발도상국 지위 박탈을 추진하는 법안이 만장일치(찬성 415표, 반대 0표)로 통과되었다. 국제 관계 - 마잉주 전 중화민국 총통이 국공 내전 이후 74년 만에 중화민국의 전현직 지도자로서는 처음으로 중화인민공화국을 방문했다. |  |      |
| 2023년 3월 27일 (월요일) |  | 편집 |

| 2023년 3월 27일 (월요일) |  | 편집 |

| \| 2023년 3월 28일 (화요일) \| \| 편집 \|                                         |  |      |
| 경제와 비즈니스 - 알리바바 그룹이 사업그룹을 6개 부문으로 분할하는 계획을 밝혔다. |  |      |
| 2023년 3월 28일 (화요일)                                                          |  | 편집 |

| 2023년 3월 28일 (화요일) |  | 편집 |

| \| 2023년 3월 29일 (수요일) \| \| 편집 \| |  |      |
| 법과 범죄 - 서울 강남구 여성 납치살인사건이 발생하였다. 스포츠 - 국제축구연맹(FIFA)은 공식 성명을 통해 인도네시아가 갖고 있던 2023년 FIFA U-20 월드컵 개최권을 박탈하고 개최국을 새로 선정한다고 밝혔다. 이는 이스라엘을 주권 국가로 인정하지 않는 이슬람 세계 국가인 인도네시아에서 이스라엘의 대회 참가 문제를 둘러싼 논란이 제기되었기 때문이다. |  |      |
| 2023년 3월 29일 (수요일) |  | 편집 |

| 2023년 3월 29일 (수요일) |  | 편집 |

| \| 2023년 3월 30일 (목요일) \| \| 편집 \| |  |      |
|                                           |  |      |
| 2023년 3월 30일 (목요일)                  |  | 편집 |

| 2023년 3월 30일 (목요일) |  | 편집 |

| \| 2023년 3월 31일 (금요일) \| \| 편집 \|                       |  |      |
| 국제관계 - 교황 프란치스코가 호흡기 질환으로 병원에 입원하였다. |  |      |
| 2023년 3월 31일 (금요일)                                        |  | 편집 |

| 2023년 3월 31일 (금요일) |  | 편집 |

| <          | 2023년 3월 | 2023년 3월 | 2023년 3월    | 2023년 3월 | 2023년 3월 | >          |
| 일         | 월         | 화         | 수            | 목         | 금         | 토         |
|            |            |            | 1 2.10 무오   | 2 11 기미  | 3 12 경신  | 4 13 신유  |
| 5 14 임술  | 6 15 계해  | 7 16 갑자  | 8 17 을축     | 9 18 병인  | 10 19 정묘 | 11 20 무진 |
| 12 21 기사 | 13 22 경오 | 14 23 신미 | 15 24 임신    | 16 25 계유 | 17 26 갑술 | 18 27 을해 |
| 19 28 병자 | 20 29 정축 | 21 30 무인 | 22 윤2.1 기묘 | 23 2 경진  | 24 3 신사  | 25 4 임오  |
| 26 5 계미  | 27 6 갑신  | 28 7 을유  | 29 8 병술     | 30 9 정해  | 31 10 무자 |            |

| - 2023년 - 2월 - 3월 - 4월 편집하기 |